# Porongurup angulatus
Porongurup angulatus – gatunek chrząszcza z rodziny kusakowatych i podrodziny marnikowatych.

## Taksonomia
Gatunek ten opisali po raz pierwszy w 2019 roku Choi Su Ho, Donald S. Chandler i Park Jong Seok na łamach ZooKeys. Jako miejsce typowe wskazano Wansborough Walk w Parku Narodowym Porongurup w Australii. Epitet gatunkowy oznacza po łacinie „kątowo zgięty” i nawiązuje do kształtu paramer w genitaliach samca. Wyznaczony został gatunkiem typowym rodzaju Porongurup.

## Morfologia
Chrząszcz o ciele długości od 1,7 do 1,9 mm i żółtawobrązowym do rudobrązowego ubarwieniu. Głowę zaopatrzoną ma w głęboką bruzdę czołową i wyraźne dołeczki ciemieniowe. Czułki mają człon drugi dłuższy niż szeroki, człon trzeci niemal kwadratowy i najmniejszy, człony czwarty i piąty dłuższe niż szerokie, człony szósty i ósmy tak długie jak szerokie, a człony dziewiąty i dziesiąty poprzeczne. Odwłok u obu płci ma szósty segment dwukrotnie dłuższy niż piąty. Genitalia samca mają fallobazę w widoku grzbietowym zaokrągloną, płat środkowy podługowato-trójkątny i pozbawiony ruchomego przedłużenia na szczycie, a paramery tak szerokie jak środek płata środkowego, dwukrotnie szersze niż u innych gatunków rodzaju.

## Ekologia i występowanie
Owad endemiczny dla Australii, znany tylko z Australii Zachodniej, gdzie zamieszkuje m.in. parki narodowe Avon Valley, Porongurup, Walpole-Nornalup i Warren. Zasiedla lasy i zadrzewienia zdominowane przez eukaliptusy lub eukaliptusy i Allocasuarina. Bytuje w ściółce, pod korą, butwiejącymi kłodami, wśród mchów i grzybów. Osobniki dorosłe przylatują do sztucznych źródeł światła.